# Näktergal
Näktergal (Luscinia luscinia) är en fågelart där hanen har en karakteristisk sång som den ofta framför nattetid. Den tillhör familjen flugsnappare. Fågeln häckar 
i norra och östra Europa österut till västra Asien. Vintertid flyttar den till Mellanöstern och nordöstra Afrika. Den i engelsk litteratur omskrivet skönsjungande nightingale är istället näktergalens västligare nära släkting sydnäktergalen.

## Utseende och läte
Näktergalen är 17–18 centimeter lång och har ett vingspann på 24–27 centimeter. Den väger 30 gram. Den är gråbrun på ovansidan, med rödbrun anstrykning (i synnerhet på vingarna) och rödbrun stjärt. Strupen är ljusgrå eller vit, med ett otydligt, gråbrunt streck på varje sida. Buken och undre stjärttäckarna är vita och övriga undre delar blekt gråflammiga. Första vingpennan är mycket kortare än de närmaste vingtäckarna. Den andra är nästan lika med den tredje och längre än den fjärde. Hona och hane har helt lika fjäderdräkt.
Näktergalen är mycket lik sin västligare nära släkting sydnäktergalen, men den senare har än rödare stjärtovansida och saknar den grå vattring på nederdelen av strupen eller bröstet.

### Läte
Näktergalshanen är en högljudd sångare som har en distinkt sång (fil). Den omskrivet skönsjungande näktergalen är en annan art, nämligen sydnäktergalen (Luscinia megarhynchos) som finns i Syd- och Västeuropa. Kvädet upprepas med ständigt små förändringar, men tas av skilda individer något olika, kortare eller längre. Ofta inleds med ett par lågmälda visslingar och några ”huitt” liknande lövsångarens följt av tre, fyra knäppande eller smackande ljud innan det verkliga näktergalsslaget kommer igång. Sångens styrka gör att antalet näktergalar i en trakt verkar större än det verkligen är. Om flera fåglar sjunger samtidigt inom hörhåll försöker de gärna överrösta varandra.

## Utbredning och systematik

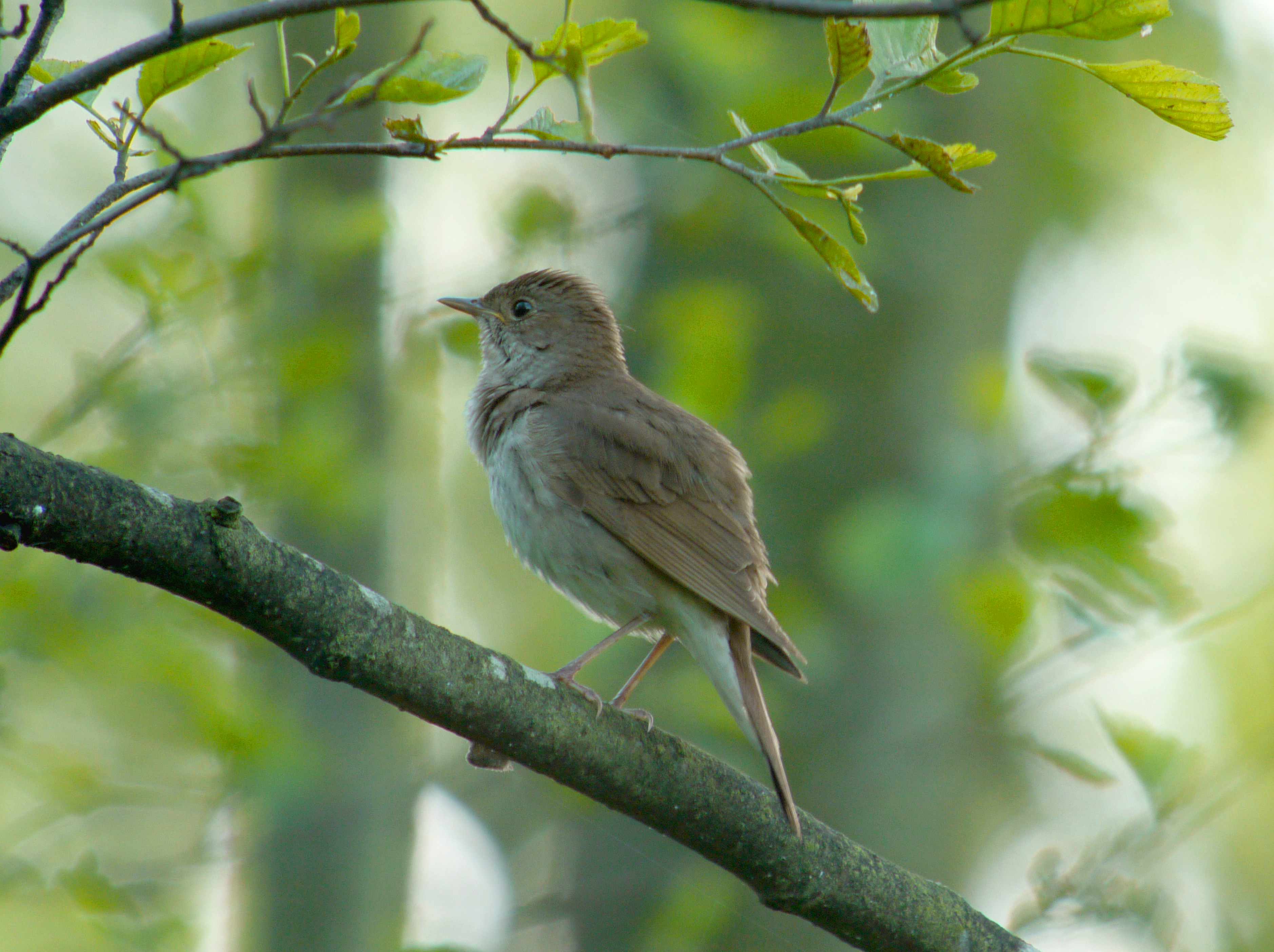
Näktergal i Biebrza nationalpark i östra Polen.

Näktergalen är en flyttfågel som häckar i Eurasien. I Europa avlöser näktergalen systerarten sydnäktergal (Luscinia megarhyncha) i nordöst. Näktergalens västligaste häckningsområden ligger i Danmark, Polen och Rumänien. I Norden förekommer den i Oslo-området, södra Sverige upp till Mälardalen och utmed Östersjökusten, främst upp till södra Västerbotten och lika långt norrut i Finland. I öster når utbredningsområdet till Kaukasien, Iran och västra Sibirien. Vintertid flyttar den till sydöstra Afrika.

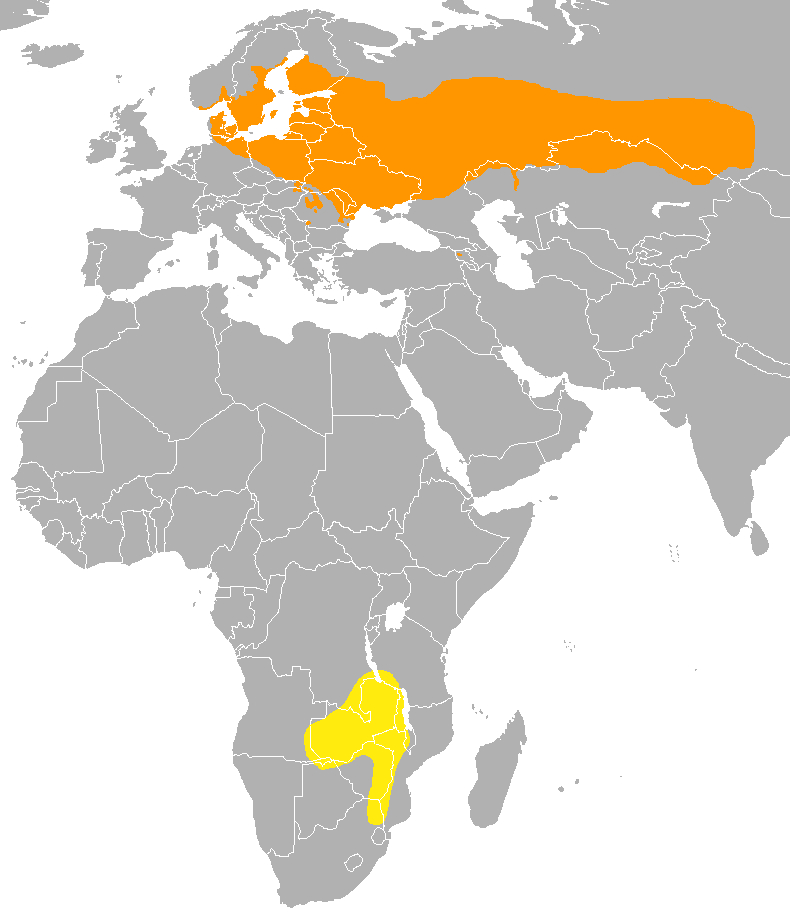
Utbredningsområdet för näktergalen, där orange betecknar vistelse häckningstid och gult övervintringsområde.

### Förekomst i Sverige
Näktergalens utbredningsområde i Sverige har sedan slutet av 1800-talet vidgats norrut. I början av 1900-talet häckade den främst i Skåne, Blekinge, Halland och delar av Småland, och det var oklart om den häckade så långt norrut som Östergötland. Idag förekommer arten upp till Mälardalen och vidare norrut utmed Östersjökusten, främst upp till Västerbotten och lokalt i kustområden ända upp nordligaste Bottenviken. Sällsynt förekommer den även i Norrlands inland, så långt norrut som Jokkmokk.

## Systematik

### Släktskap
Tidigare delade näktergalen (och systerarten sydnäktergalen) släkte med blåhaken och en handfull asiatiska "näktergalar", som drillnäktergal, rubinnäktergal och blånäktergal. Genetiska studier har visat att blåhaken verkligen är en nära släkting, men inte de senare. Dessa arter fördelas numera på tre släkten: Larvivora för drillnäktergal och blånäktergal med släktingar, Calliope med bland annat rubinnäktergalen och Luscinia. Å andra sidan har vitbukig näktergal (tidigare ansedd vara en avvikande rödstjärt, med det svenska trivialnamnet vitbukig rödstjärt) visat sig stå så pass nära de "äkta" näktergalarna att den numera inkluderas i Luscinia. Även vitstrupig näktergal är en nära släkting, men den behålls vanligen i det egna släktet Irania. Näktergalarna i Tarsiger och Myiomela är visserligen del av familjen flugsnappare, men är inte nära släkt med näktergalen.

### Familjetillhörighet
Näktergalen med släktingar ansågs fram tills nyligen liksom bland andra stenskvättor, stentrastar och buskskvättor vara små trastar. DNA-studier visar dock att de är marklevande flugsnappare (Muscicapidae) och förs därför numera till den familjen.

## Ekologi

### Biotop
Näktergalen förekommer mest i snåriga och fuktiga miljöer som skuggiga lövskogar eller strandnära skogar, men även i parker och trädgårdar.

### Häckning
I och med att den anländer till sina häckningsområden börjar den sjunga. Den sjunger mest om natten, men även morgnar och kvällar, då den kan höras kilometervis. När den sjunger sitter den i buskar och träd lågt över marken. Den placerar sitt bo i mindre buskar och bland ris nära marken. Boet består utvändigt av torra löv, exempelvis av ek och bok, och är invändigt fodrat med mjuka grässtrån. Den lägger fem mörkt gråbruna ägg. Vid midsommartid, när äggen kläckts, upphör hanens sång.

### Föda

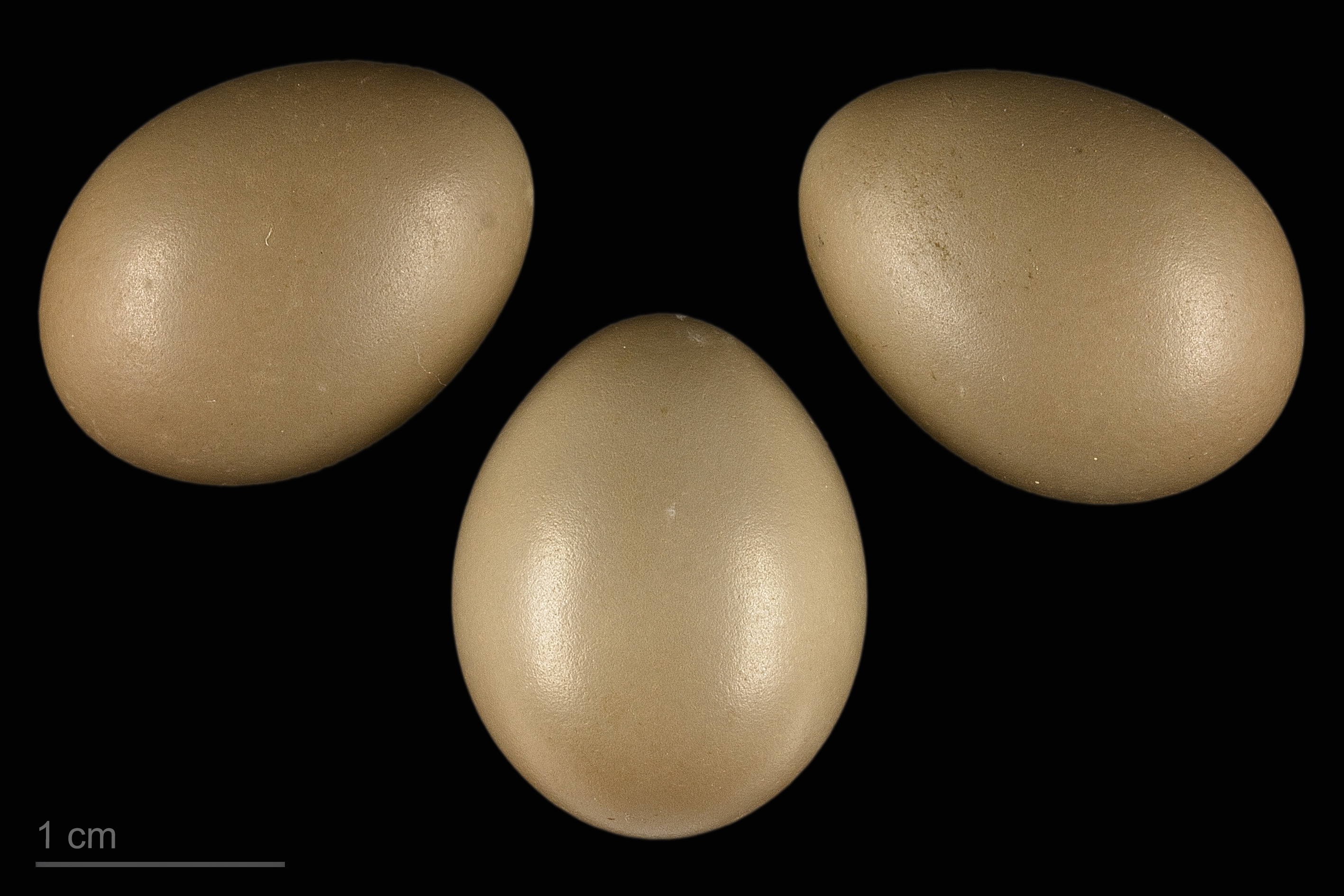
Luscinia luscinia

Födan består av insekter, larver, spindlar och bär. I fångenskap kan den utfodras med mjölmask.

## Näktergalen och människan

### Hot och status
Den globala populationen av näktergal är livskraftig (LC). Arten har ett stort utbredningsområde och det finns inga tecken på vare sig några substantiella hot eller att populationen minskar. Världspopulationen uppskattas till mellan tolv och 22 miljoner vuxna individer.

#### Status i Sverige
Även i Sverige anses näktergalsbeståndet vara livskraftigt, men misstanke finns om att den minskat i antal de senaste åren, även om det är svårt att fastställa en trend på grund av stora populationsvariationer mellan åren. Sett på trettio års sikt har den dock minskat med hela 30–70 %. Beståndet uppskattas till 27 000 par.

### Namn
Trivialnamnet näktergal kan härledas från tyska Nachtigall, med betydelsen ’den som sjunger (gal) om nätterna’, där Nacht betyder ’natt’. Förr betydde gala just ’sjunga’, jämför gala med tuppens sång. Ursprunget är det urgermanska ordet gala, med betydelsen ’kraxa’, ’skrika’ eller ’sjunga trollsånger’. Detta har påverkat trivialnamnet på många germanska språk, t.ex. nightingale på engelska. Besläktat med gal är gäll om ett mycket starkt ljud och galenskap med anknytning till betydelsen trollsång. Dialektalt har den bland annat kallats nätergal.

### I kulturen
Näktergalen är Ölands landskapsdjur och landskapsfågel.